# 博爾博雷馬高原
博爾博雷馬高原（葡萄牙語：Planalto da Borborema）是一個位於巴西東北部的高原。高原是巴西高地最东北的部分，南北长400公里，东西长200公里。Moxotó，Mundaú，Pajeú，Paraíba do Norte，Seridó及Una等河流的起源地都是在博爾博雷馬高原裡。